# 漾水河
漾水河，是中国长江流域、汉水水系的一条河流，汇入汉水上游右岸。河长49千米，流域面积1261平方千米，多年平均流量17立方米每秒。自然落差718米。水能理论蕴藏量2万千瓦。